# Thurn und Taxis

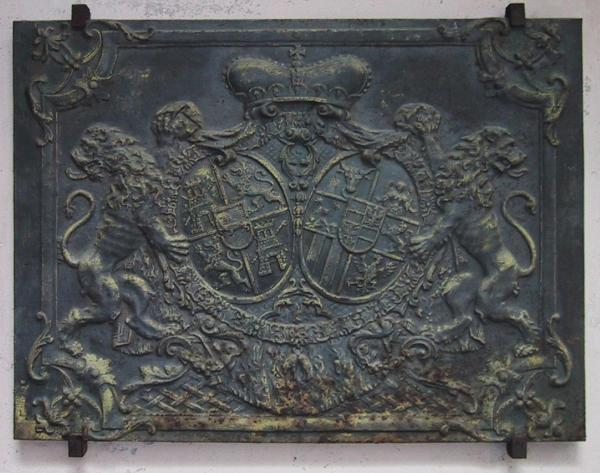
Wapen van het geslacht Thurn und Taxis op het Paleis Thurn und Taxis te Frankfurt am Main

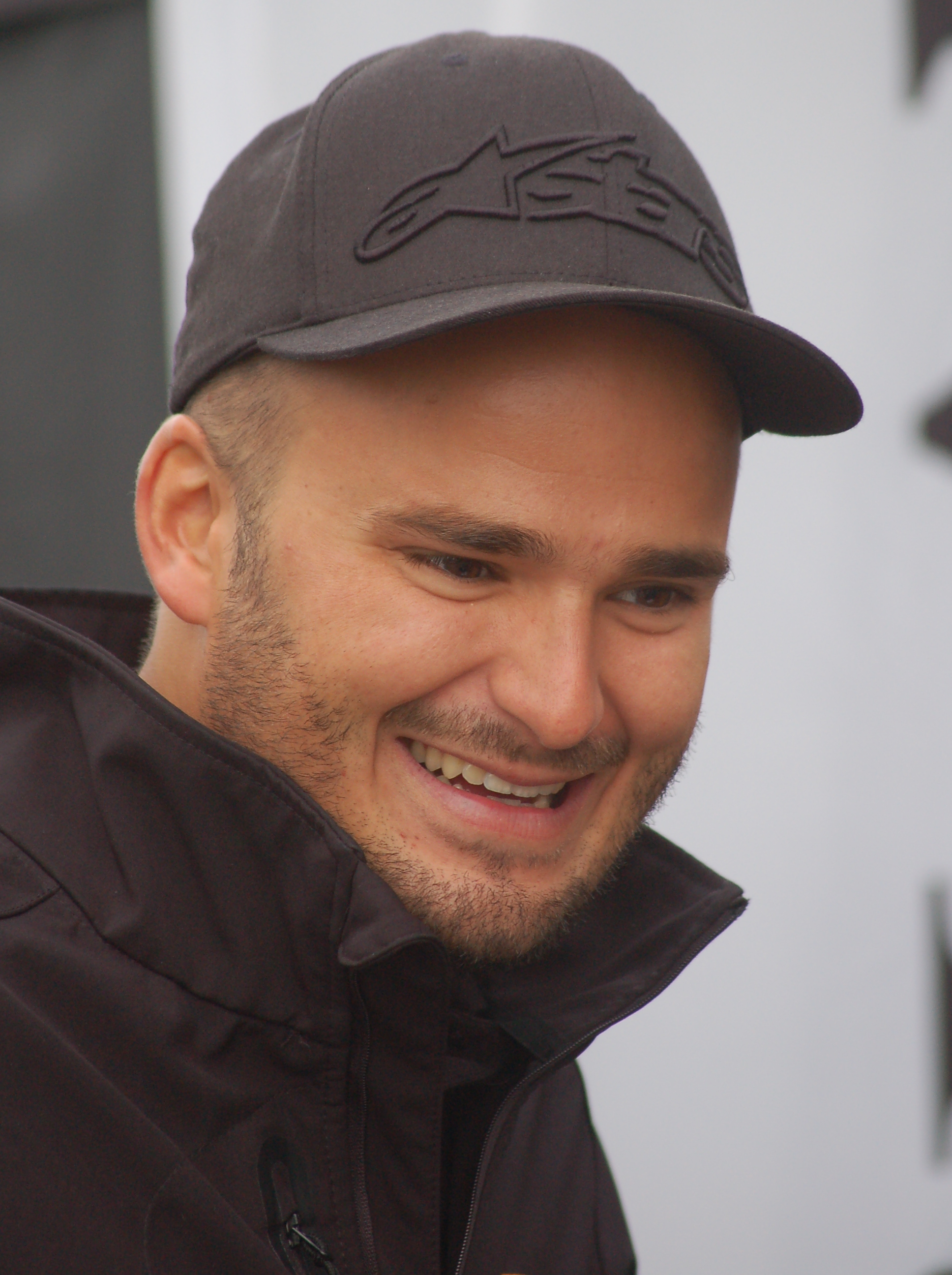
Albert II von Thurn und Taxis

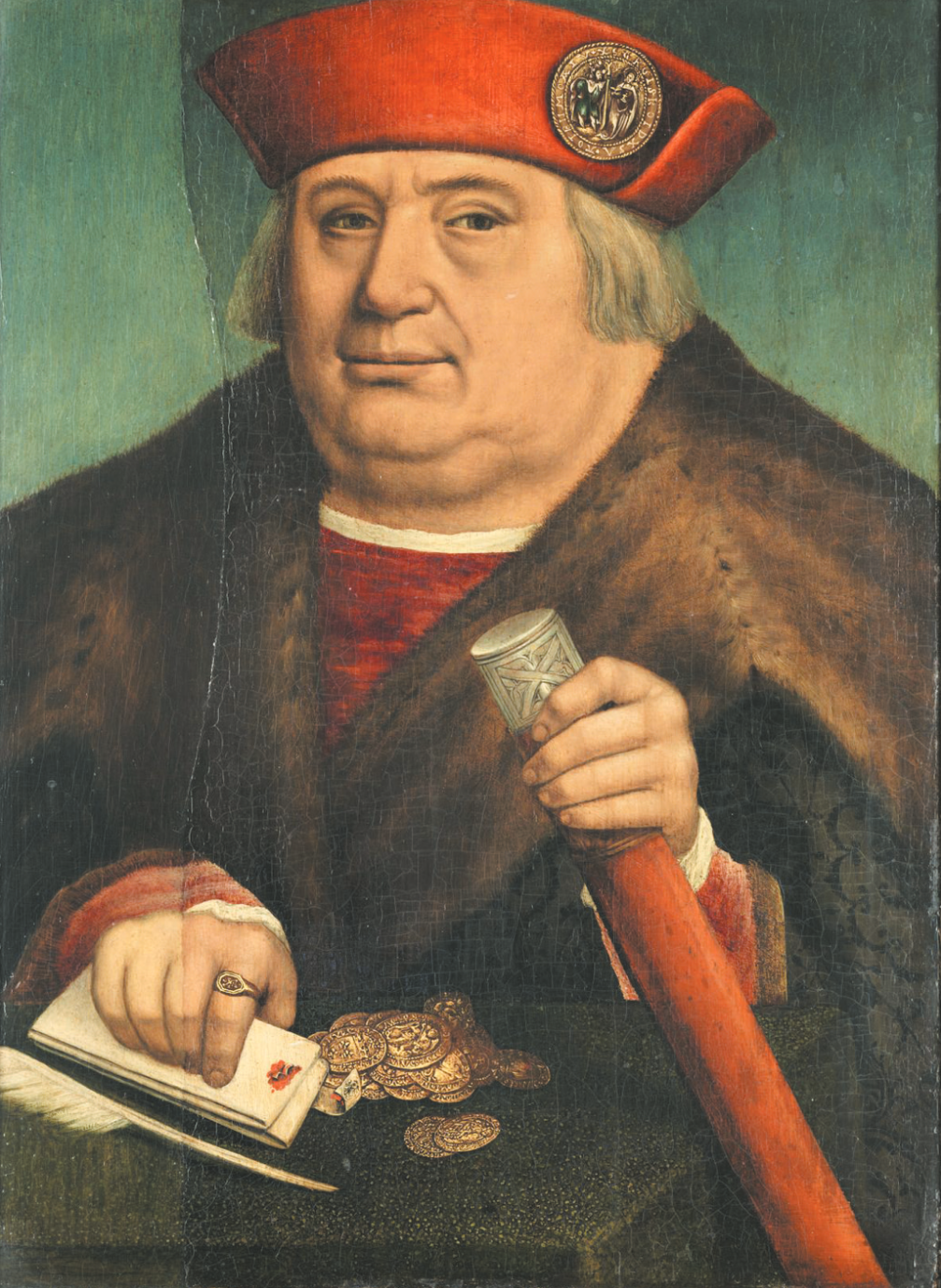
Frans van Tassis

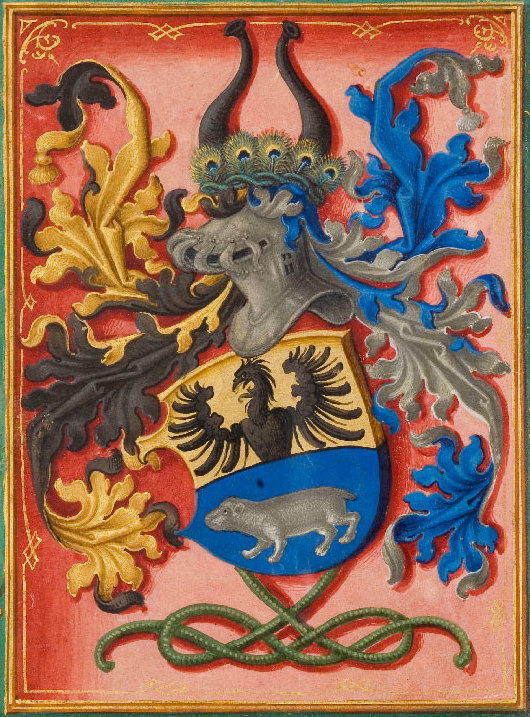
Wapen van Frans van Tassis na de adeling van 1512. Later werd het een dubbelkoppige adelaar.

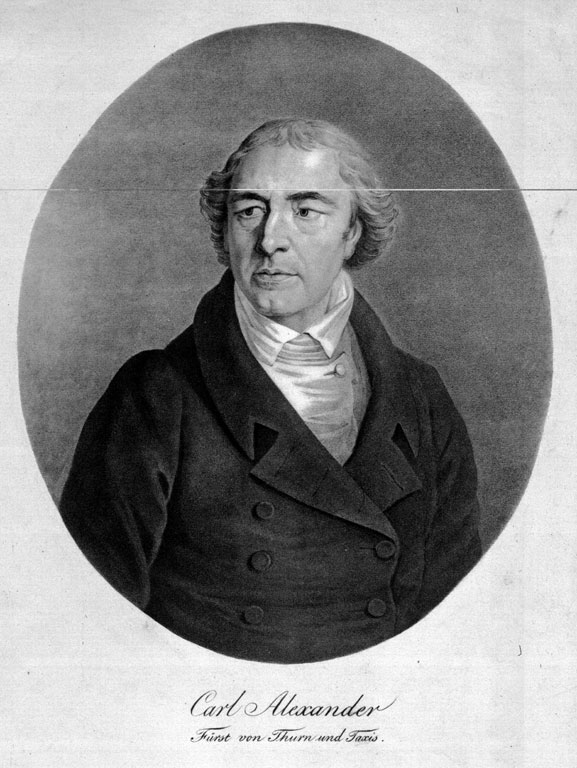
Karl Alexander von Thurn und Taxis

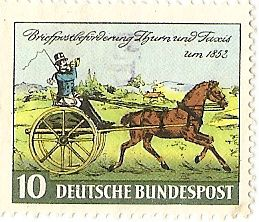
Postzegel van de Thurn und Taxis-post in 1852

Von Thurn und Taxis (ook Thurn en Tassis in het Nederlands) is een Duits adellijk geslacht van Italiaanse herkomst dat door zijn activiteiten in het postwezen grote rijkdom verwierf. De huidige vorst, Albert II von Thurn und Taxis, resideert in het Fürstliches Schloss van Regensburg. Twee eeuwen lang was de familie gevestigd in Brussel, waar ze een stadspaleis bezat (ca. 1500-1700). De nog bestaande site van Thurn en Taxis was toentertijd het graasland voor de postpaarden.

## Geschiedenis

### Herkomst
Het geslacht stamt af van de Italiaanse familie Tasso uit Val Brembana in de streek van Bergamo. De eerste archivalische vermelding gaat terug tot Reinerius de Tasso in 1117. Onder druk van een vete tussen de Welfische Colleoni en de Ghibelijnse Suardi, verhuisden ze van Almenno naar het meer afgelegen dorp Cornello dei Tasso.
Er bestaan twee verklaringen voor het patroniem Tasso, dat in het Italiaans zowel taxus als das betekent. Beide soorten kwamen voor in de Brembanovallei. Soms wordt een verband gelegd met een Taxusberg (Tasso) bij Cornello dei Tasso, maar dit is een anachronisme (de eerste naamdrager Reinerius woonde elders). In elk geval is het de das die op het wapenschild van de familie prijkte.
Bij diploma van 31 mei 1512 verhief keizer Maximiliaan I de Tassi in de rijksadel. Janetto, Francesco, Leonardo, Ruggero, Davide, Maffeo, Simone en Giovan Battista mochten zich voortaan hofpaltsgraaf en vliesridder noemen, met het recht om de titel door te geven aan mannelijke en vrouwelijke erfgenamen, om notarissen, postkoeriers en rechters aan te stellen en om buitenhuwelijkse kinderen te wettigen. Nadien bevestigde keizer Karel V deze voorrechten in 1519, 1524 en 1533.
Hun rijkdom en aspiraties waren intussen te groot om een afstamming die hen terugvoerde tot bescheiden ridders te aanvaarden. Gelukkig bleek na genealogisch onderzoek in eigen opdracht dat ook de illustere familie De la Torre uit Milaan tot hun voorouders behoorde ("van de Toren", verfranst tot "de la Tour" en verduitst tot von Thurn). Deze proeve van verbeeldingskracht werd erkend door keizer Ferdinand III (1650) en de torens van de Torriani kregen een plaats op het blazoen van de Tassi, die voortaan een dubbele naam hadden.

### Post
De patriarch van de postdynastie was Omodeo Tasso, het eerste familielid dat in Cornello dei Tasso te situeren is. Eind 13e eeuw organiseerde hij met 32 verwanten de Compagnia dei Corrieri, een koeriersmaatschappij die werkte in opdracht van de Serenissima. Ze verzorgde verbindingen te voet tussen Venetië, Milaan en Rome, naast andere bestemmingen (Genua). De Bergamoten hadden altijd al een grote plaats ingenomen binnen de oude Venetiaanse postdienst (koeriers gingen in Italië bergamaschi heten). Eind 15e eeuw organiseerden ze zich tot de Compagnia dei Corrieri dei Roma, een vennootschap onder controle van de familie Tasso.
Andere leden van de familie werden naar de Kerkelijke Staat geroepen om de pauselijke post te verzorgen. Ze deden dit van 1460 tot 1539. Het waren twee broers uit een andere tak die de zaak uiteindelijk naar een Europees niveau tilden: Janetto en Francesco. Janetto sloot als familiehoofd (procuratore generale della famiglia e società di Tassi) een contract met keizer Maximiliaan I om een echte transnationale post op te zetten (1489-90). Hij moest het hoofdkwartier van de keizer te Innsbruck verbinden met Italië, de Bourgondische Nederlanden (Mechelen) en Frankrijk. Janetto kreeg de titel Kuriermeister en deed een beroep op zijn broer Francesco en zijn neef Giovanni Battista. Onder leiding van het drietal ontstond een vernieuwende estafettedienst die berichten liet reizen met een in Europa niet eerder geziene snelheid. Dankzij een opeenvolging van pleisterplaatsen langs de routes was het mogelijk om voortdurend van paarden en rijders te wisselen. Enkel de leren posttas ("Felleisen") was constant in beweging.
Rond 1500 vestigde Francesco zich in de Nederlanden, nadat zijn broer David de weg had voorbereid. Onder Maximiliaans zoon Filips de Schone werd hij postmeester en -kapitein en liet hij een fraai stadspaleis optrekken in Brussel. Nadat de regering van Spanje de facto aan Filips was toegevallen, hernieuwde hij zijn overeenkomst met Francesco van Tassis. In het nieuwe postcontract van 18 januari 1505 waren meer bestemmingen opgenomen en voor het eerst ook bindende besteltermijnen (verlengd in de winter). De postmeester stond met zijn leven in voor de strikte naleving ervan. Vanuit Brussel vertrok een stervormig netwerk van postroutes: naar Innsbruck, naar Parijs-Blois-Lyon, naar Toledo-Granada. Voor de belangrijke route naar Spanje was een alternatief voorzien via de Alpen en de zee in geval van oorlog met Frankrijk.
In 1508 viel Janetto van Tassis in ongenade nadat hij geprangd was geraakt in een oorlog tussen Maximiliaan en Venetië. De keizer behield het vertrouwen in de overige Tassi, maar ze kregen te maken met de nieuwe landvoogdes der Nederlanden, Margaretha van Oostenrijk. Deze dochter van Maximiliaan beknibbelde op de kosten van pleisterplaatsen en paarden en ze ging in tegen de wensen van haar vaders kanselarij. Toch werd Giovanni Battista op 31 mei 1512 als rijksridder opgenomen in de rijksadel.
Met de troonsbestijging van keizer Karel V in 1515 kreeg de Tassispost een nieuwe impuls (overeenkomst van 12 november 1516). De reistijden werden verder ingekort en er kwamen nieuwe bestemmingen (Rome, Napels en Burgos). Kort nadien stierf Francesco. Giovanni Battista, die als aide et adioint het contract al mee had ondertekend, kreeg een nieuwe overeenkomst voorgeschoteld (20 december 1517). Hij ondertekende ze in Valladolid met Maffeo van Tassis, de familie-afgevaardigde in Spanje. In 1520 werd Giovanni Battista te Brussel algemeen hoofdpostmeester van de Habsburgse landen.
Aan het einde van de 16e eeuw werden de posterijen in de Duitse landen een heerlijk recht. Lamoraal van Tassis werd in 1615 erfelijk hoofdpostmeester van het Rijk en verwierf voor zijn geslacht op 8 juni 1624 de titel van rijksgraaf, nadat op 16 januari 1608 al de titel rijksvrijheer was verleend. De hieruit voortvloeiende quasi-monopoliepositie bracht de familie politieke invloed en een enorme rijkdom. In de eeuwen die volgden beheerde het geslacht plaatselijke en nationale postdiensten in het Heilige Roomse Rijk, Spanje, Italië, Hongarije en de Nederlanden, waarbij het 20.000 koeriers in dienst had en ook kranten bezorgde.

### Investeren in land
Het postmeesterschap was een riante bron van inkomsten die de Tassi schatrijk maakte. Aangezien sociale status nog in grote mate gelinkt was aan adellijke titels en dus grondbezit, was het verwerven van domeinen een prioriteit voor de familie. Eerst kocht Frans van Tassis een stadswoning in de Zavelwijk, die zijn nakomelingen uitbreidden tot het magnifieke Hof van Thurn en Tassis (1516-1872). In de nabije Zavelkerk lieten ze een grafkapel inrichten (1520). Naast stadswoningen in Mechelen en Antwerpen bezat de familie vanaf 1519 ook een kasteel in Hemiksem (na het huwelijk van Jan Baptist met Christina van Wachtendonk). Eind 16e eeuw kocht Lamoraal van Tassis het kasteel van Buizingen, later aangevuld met een heerlijkheid in La Roche-en-Ardenne. Lamoraal II ruilde Buizingen in en verwierf van zijn schoonfamilie nieuwe domeinen in Kasteelbrakel en Itter (1670). Als zomerverblijf richtte hij het Kasteel Beaulieu op. In de Zavelkerk creëerde hij een tweede grafkapel, een barokparel gewijd aan Ursula.
De familie investeerde ook in Duitsland en dat zou uiteindelijk tot een eigen rijksvorstendom leiden. In 1618 verwierven zij Rohrenfels in het vorstendom Palts-Neuburg en lieten hier een slot bouwen. Deze bezitting was echter niet rijksvrij. In 1635 werd hun de Spaanse titel graaf de la Tour et Valassina verleend. In 1647 verwierven ze door huwelijk van de familie Fauler von Randeck de heerlijkheid Horn. Dit gebied maakte deel uit van het kanton Kocher van de Rijksridderschap. Verder in 1648 een kwart van de burcht en heerlijkheid Wäschenbeuren, dat ook deel uitmaakte van rijksridderschappelijk gebied. Vanaf 1650 mochten ze binnen het Heilige Roomse Rijk de dubbele naam Thurn und Taxis voeren. Op 19-2-1681 werden hun bezittingen in de Spaanse Nederlanden (Kasteelbrakel en Haut-Ittre) verheven tot een Spaans vorstendom Thurn und Taxis. De heerlijkheid Horn werd in 1681 verkocht aan de familie Reichlin von Meldegg.
Eugen Alexander von Thurn und Taxis werd in 1686 door keizer Leopold I in de rijksvorstenstand verheven, een status die op 4 oktober 1695 erfelijk werd. In 1701 werd de familie tijdens de Spaanse Successieoorlog uit de Nederlanden verdreven en vestigde zich in Frankfurt am Main, waar het Paleis Thurn und Taxis werd gebouwd.
Op 19 augustus 1723 werd de rijksheerlijkheid Eglingen gekocht van de laatste graaf van Grafeneck. Daardoor kwam de familie in 1724 in het bezit van een zetel op de bank van de graven van Zwaben in de Rijksdag. In 1724 lukte het ook een zetel met stemrecht te verwerven in de Keur-Rijnse Kreits zonder dat ze rijksvrije bezittingen hadden in die Kreits. Ze kregen die zetel vanwege een lening van 80.000 rijksdaalders aan de keizer. Vervolgens werden ze in 1726 toegelaten tot de graven- en herenbank van de Zwabische Kreits wegens het bezit van Eglingen. De in 1723 van de familie Schenk von Castell gekochte heerlijkheid Dischingen met het slot Trugenhofen was niet zelfstandig, maar behoorde tot het vorstendom Palts-Neuburg. De heerlijkheid werd in 1773 voor een groot bedrag losgekocht uit de landshoogheid van Palts-Neuburg, en het slot Trugenhofen werd in 1817 omgedoopt tot slot Taxis. In 1735 werd de heerlijkheid Duttenstein met de dorpen Demmingen en Wagenhofen gekocht van de familie Fugger en in 1741 het dorp Trugenhofen van de vrijheer van St. Vincent.
Vanaf 1742 vertegenwoordigde de vorst van Thurn und Taxis de keizer op de rijksdag te Regensburg. Deze belangrijke functie bracht de hoofdresidentie in 1743/8 naar Regensburg, waar het Slot Thurn und Taxis tegenwoordig een museum is.
In 1749 werd de heerlijkheid Ballmertshofen, die deel uitmaakte van het kanton Kocher van de Rijksridderschap, gekocht van de vrijheer van St. Vincent. Sinds de familie in 1695 in de rijksvorstenstand was verheven streefde zij naar een zetel in het college van de rijksvorsten in de rijksdag. Dat lukte ten slotte op 30 mei 1754.

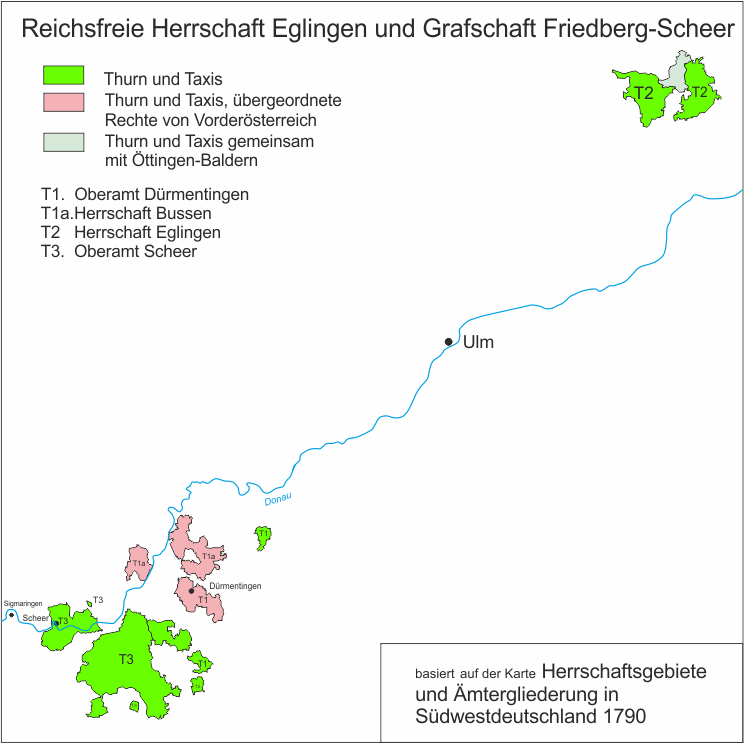
graafschap Friedberg-Scheer in 1790

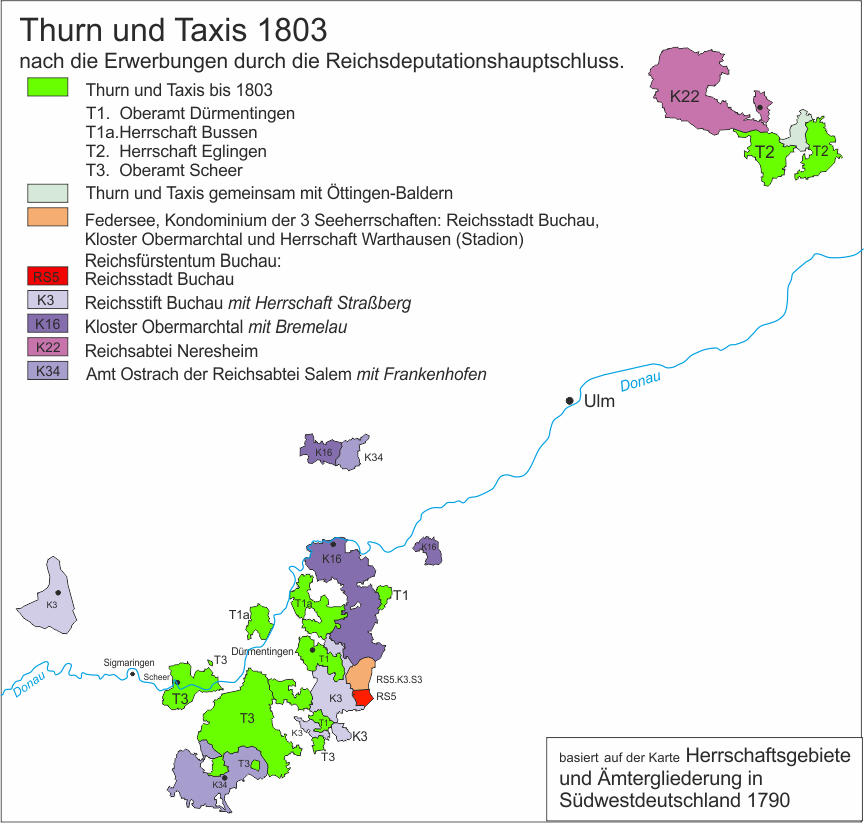
rijksvorstendom Buchau in 1803

Van de graven van Waldburg kocht de familie in 1785 het rijksgraafschap Friedberg-Scheer met de heerlijkheid Bussen. Die laatste, met Altheim, Dürmentingen en Unlingen was niet reichsunmittelbar, maar viel onder de landshoogheid van Oostenrijk. Ook werden er dat jaar nog eigendommen verworven in Dunstelkingen van de heren van Siergenstein. Vervolgens werden de losse bezittingen tot een nieuw vorstendom verenigd: Friedberg, Scheer, Dürmentingen en Bussen werden in 1786 tot een nieuw vorstelijk rijksgraafschap Friedberg-Scheer. Daardoor kreeg de familie naast die van Eglingen een tweede zetel in de Zwabische Kreits.
In 1789 werd de heerlijkheid Grundsheim met Wilenhofen gekocht van de heren van Bissingen-Nippenburg en het volgende jaar de heerlijkheid Heudorf van de heren van Stotzingen. In 1797 werd Thurn und Taxis vanwege het bezit van het vorstelijk graafschap Friedberg-Scheer toegelaten op de vorstenbank van de Zwabische Kreits.

### Schadeloosstelling
In de Reichsdeputationshauptschluss van 25 februari 1803 is paragraaf 13 gewijd aan het huis Thurn und Taxis.
De vorst ontvangt als schadeloosstelling voor de inkomsten uit de rijkspost in de aan Frankrijk afgestane provincies:
- het vorstelijke damessticht Buchau
- de rijksstad Buchau
- de abdij Marchtal
- de abdij Neresheim
- het bij de abdij Salem behorende ambt Ostrach met de heerlijkheid Schemelberg en de dorpen Tiefental, Frankenhofen en Stetten. Verder wordt het voortbestaan van de post gegarandeerd en onder bescherming gesteld van de keizer en de keurvorsten.

In paragraaf 32 wordt aan Thurn und Taxis een tweede zetel in het college van rijksvorsten toegekend. Naast de zetel Thurn und Taxis (nummer 99 in de nieuwe samenstelling) is er nu ook een zetel Taxis-Buchau (nummer 113).
De vorsten blijven ook nu nog doorgaan met de uitbreiding van hun bezit. Op 28 februari 1805 kopen ze de heerlijkheid Ober- en Untersulmetingen van het nieuwe vorstendom Metternich-Ochsenhausen.
Lang duurt deze situatie niet, want in de Rijnbondsacte van 12 juli 1806 wordt in artikel 24 vastgelegd dat
- Onder soevereiniteit van het nieuwe koninkrijk Beieren komen de bezittingen van de vorst van Thurn und Taxis ten noorden van het vorstendom Palts-Neuburg.
- Onder soevereiniteit van het nieuwe koninkrijk Württemberg komen de bezittingen van de vorst van Thurn und Taxis, uitgezonderd: die ten noorden van het vorstendom Palts-Neuburg, de heerlijkheid Straßberg en het ambt Ostrach.
- Onder soevereiniteit van de vorst van Hohenzollern-Sigmaringen komen de heerlijkheid Straßberg en het ambt Ostrach.

Bij het grensverdrag dat op 18 mei 1810 te Parijs wordt gesloten, staat het koninkrijk Beieren nog delen van de voormalige vorstendommen af aan het koninkrijk Württemberg met als belangrijkste plaatsen Eglingen, Dischingen en Neresheim.

### Compensatie

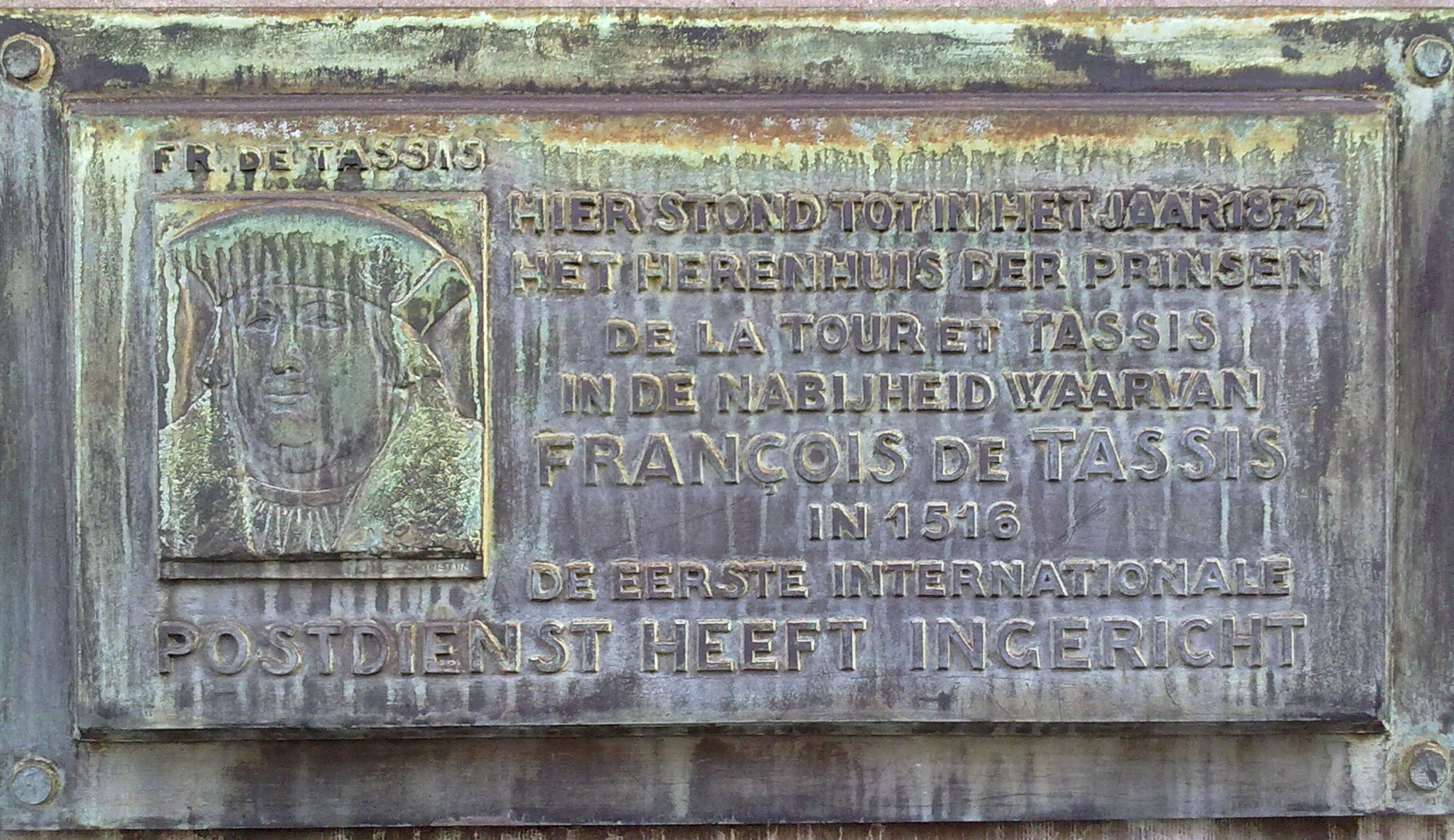
Gedenkplaat stichting postdienst in 1516 Brussel, Regentschapsstraat.

Met het einde van het Rijk in 1806 ging ook het postmonopolie verloren. De familie Thurn und Taxis werd echter royaal gecompenseerd: in Beieren verkregen ze het voormalige klooster Sankt Emmeram, dat tot residentie werd, en in de Pruisische provincie Posen drie landgoederen. In 1888 woonden op het grondgebied van de familie circa 100.000 mensen die jaarlijks 1,1 miljoen mark inbrachten. Maximilian Karl von Thurn und Taxis moest in 1867 de laatste postrechten van de familie afstaan aan Pruisen, tegen een vergoeding van drie miljoen taler. Door verwerving van grond kwam het geslacht echter ook in het bezit van circa 120 regionale brouwerijen, die later werden samengevoegd tot de brouwerij Thurn und Taxis. Deze werd in 1996 overgenomen door de Paulaner Brauerei Gruppe, die echter nog steeds onder de oude naam bier brouwt.
De bekendste vertegenwoordiger van het geslacht is heden ten dage Gloria von Thurn und Taxis, geboren gravin von Schönburg zu Glauchau. Haar zoon Albert II (1983) is volgens het zakenblad Forbes in 2005 de jongste miljardair ter wereld.

## Bekende telgen

### Postmeesters-generaal
- 1490: Janetto, Francesco en Giovanni Battista treden in dienst van Keizer Maximiliaan I
- 1501-1517: Frans, eerste postmeester-generaal
- 1517-1541: Jan Baptist
- 1541-1543: Frans II
- 1544-1612: Leonard I
- 1612-1624: Lamoraal
- 1624-1628: Leonard II
- 1628-1646: Alexandrine de Rye (regentes gedurende de minderjarigheid van Lamoraal II)
- 1646-1676: Lamoraal II
- 1676-1714: Eugène Alexander
- 1714-1739: Anselm Frans
- 1739-1773: Alexander Ferdinand
- 1773-1805: Karel Anselm

### Familiehoofden sinds 1805

Wapen van Thurn und Taxis

- 1805-1827: Karl Alexander
- 1827-1871: Maximilian Karl
- 1871-1885: Maximilian Maria
- 1885-1952: Albert I
- 1952-1971: Franz Josef
- 1971-1982: Karl August
- 1982-1990: Johannes
- 1990-heden: Albert II

### Overig
- Anton von Taxis, keizerlijk hoofdpostmeester
- August Maria Maximilian von Taxis, Beiers majoor-generaal
- Christian Adam Egon Joseph von Taxis, keizerlijk majoor-generaal
- David von Taxis, keizerlijk postmeester
- Elisabeth zu Fürstenberg, vorstin-regentes van Fürstenberg
- Friedrich von Taxis, Beiers kolonel
- Friedrich Hannibal von Taxis, Oostenrijks generaal
- Hugo Maximilian von Taxis, Oostenrijks geheimraad
- Inigo Lamoral von Taxis, Oostenrijks generaal
- Johann Baptista von Taxis, bisschop van Lavant
- Joseph von Taxis, Beiers majoor-generaal
- Karl Anselm von Taxis, Württembergs majoor-generaal
- Karl Theodor von Taxis, Beiers generaal
- Leopold von Taxis, Beiers Beamter
- Maximilian Friedrich von Taxis, Beiers majoor
- Maximilian Joseph von Taxis, Oostenrijks kolonel
- Maximilian Karl Heinrich von Taxis, Beiers politicus
- Wilhelm von Taxis, Oostenrijks majoor-generaal
- Alexander Ferdinand von Thurn und Taxis, keizerlijk commissaris
- Maximilian Anton Lamoral von Thurn und Taxis, echtgenoot van prinses Helene in Beieren, de zuster van Sisi

## Trivia
- Rainer Maria Rilke droeg zijn beroemde roman Die Aufzeichnungen des Malte Laurids Brigge op aan Marie von Thurn und Taxis.
- Frans van Tassis figureert in het Suske & Wiske-album De kleine postruiter.
- Thurn und Taxis speelt een grote rol in de roman The Crying of Lot 49 van Thomas Pynchon.
- Er is ook een bordspel Thurn und Taxis gemaakt dat in 2006 tot 'Spiel des Jahres' is gekozen in Duitsland. Het spel wordt in Nederland uitgegeven door 999 Games. Het spel werd ontworpen door Andreas Seyfarth.
- Thurn en Taxis is een gebouwencomplex in Brussel dat getuigt van de hoogdagen van het geslacht.